# Albanezi geamizi
Albanezii geamizi (Albaneză: Çamë, Grecește: Τσάμηδες Țamizi) sunt un grup de Albanezi musulmani din Grecia de nord care își trag denumirea fie de la geamiile lor, fie de la râul Ceam sau Tiamis (Çam în Albaneză, Θύαμις în Grecește). Printre etnici Albanezi, Geamizii se disting prin denumirea lor de Arvaniți, aceștia din urmă fiind creștini ortodocși care s-au asimilat cu timpul Grecilor. În acord cu prezența lor în regiunea grecească Epir (îndeosebi în districtul Tesprotiei) aceasta se numește în limba albaneză "Çamëria".